# Кусяпкул Азатбаев
Кусяпкул Азатбаев (варианты написания отчества — Азятев, Азятов, Азатеев) — командир повстанческого отряда в Крестьянской войне 1773—1775 гг.
По его имени названа деревня Кусяпкулово (ныне в составе города Ишимбая).
Происходит из рода Азнай, племени Юрматы. В ревизских сказках деревни Кусяпкулово указаны потомки Кусяпкула: юртовый старшина Умитбай Кусяпкулов (1764—1831), походный старшина Ишбулда Кусяпкулов (1768—1819), зауряд-есаул Ишкиня Кусяпкулов (1777—1831), Мряс Кусяпкулов (1788 г. р.), Кинзябулат Кусяпкулов (1796—1827).
Кусяпкул Азатбаев — активный участник событий Крестьянской войне 1773—1775 гг.
Известно, что старшина и его воины-юрматинцы были призваны на борьбу с пугачевцами.
Об этом пишет исследователь И. М. Гвоздикова, опираясь на сообщение П. М. Богданова Уфимской провинциальной канцелярии от 31 октября 1773 г. РГАДА Ф. 1100. Д. 3. Л. 146:
«Наиболее ярким примером воздействия обращений повстанцев был демонстративный отказ 1300 башкир и мишарей подчиниться приказу секунд-майора Н. Голова о выступлении против 300 крестьян, направлявшихся с пушками и боеприпасами в Берду. Инициаторами этого „бунта“ у деревни Осиновка (вблизи Воскресенского завода) были команды юрматинских старшин Кусяпкула Азятева и Сайрана Сеитова, объяснивших свои действия тем, что в обозе у крестьян были женщины и дети. А через два дня команды этих старшин первыми из стерлитамакского отряда ушли к Пугачеву» (Гвоздикова И. М. Салават Юлаев. Исследование документальных источников. — 3-е изд., перераб. и доп.-Уфа: Китап, 2004. Стр. 135.).
В октябре 1773 года вместе с Сайраном Саитовым (Сеитовым) привёл к Пугачёву тысячный отряд башкир — юрматынцев.
Упоминается старшина юрматинцев без имени («подкомандующие твои», «прочие башкирские старшины»), в «Истории Пугачева» Александра Сергеевича Пушкина
В мае 1774 года с Каранаем Муратовым осаждал Стерлитамакскую пристань, разграбил и сжёг её.
Далее вместе с Каранаем Муратовым и Мурадымом Абдурахмановым собирались идти на Уфу.
В 1790 году служил старшиной.
Имя Кусяпкула Азатбаева упоминается в архивном документе 1771 года.
Лета 1771-го году сентября в 21-ы день. Уфимского уезду, Ногайской дороги, Юрматынской волости, команды старшины Кусяпкула Азатбаева башкирцы бывший сотник Елдаш Буриев, редовые Ермак Каракучюков, Тляумбеть Алдакаев, Кутлучура Абдуллин по данной нам оной Юрматынской волости от всех вотчинных башкирцов за руками и тамгами их, всего, кроме нас, Елдаша с товарищи, ото 148-ми человек, в роде своем не последних, по общему и добровольному их согласию поверенности, будучи по посылке от них в Оренбурге у крепостных дел, в силе учиненной в Оренбургской губернской канцелярии сентября 16-го числа журнальной записи, дали сию запись Уфимского ж уезду, Казанской дороги ясашным татарам команды сотника Аднагула Маметкулова, деревни Шигаевой Аширу Утяганову, старшины Башира Даутова Муслюму Гаввясову; той же дороги, Сингрянской волости, команды старшины ж Балтакая Мавлюшу Резяпову с товарищи в том, что отдали мы, вотчинники башкирцы, им, татарам Аширу, Муслюму и Мавлюшу, со общего нашего з детьми, внучаты и родственниками большими и малыми согласия доставшую нам после предков наших жалованную вотчинную свою землю, состоящую по Белой реке по течению оной на левой стороне, где проложена ныне большая от Оренбурга к Уфе проезжая дорога, в нижеописанных урочищах
 (Уфимская провинциальная канцелярия, д. № 294, Записные книги пригорода Каракулина 1753 г., л. 1-2, цитируется по книге: Материалы по истории Башкирской АССР: Экономические и социальные отношения в Башкирии и управление Оренбургским краем в 50-70 -х годах XVIII в. / Н. Ф. Демидова [гл. сост.]; под ред. А. Н. Усманова. М.: Изд-во АН СССР, 1956. Т. 4, Ч. 1. Стр.358-360).
первая фиксация деревни Кусяпкула Азатбаева, названной по имени деревня Кусяпкулова — в 1776 году. Она входила в состав Азнаевой тюбы Юрматынской волости, другими словами, находилась на землях рода (тюба) племени Юрматы.
В 1796 году у Кусяпкула Азатбаева родился сын Кинзябулат.
Дальнейшая судьба Кусяпкула Азатбаева неизвестна.